# Demetrio Albertini
Demetrio Albertini (Besana in Brianza, 23 augustus 1971) is een voormalig Italiaans voetballer. De middenvelder speelde onder meer dertien seizoenen voor AC Milan en 79 interlands in het Italiaans voetbalelftal.

## Clubcarrière
Albertini debuteerde in 1988 in het eerste elftal van AC Milan. In zijn eerste seizoenen bij de Milanese club kwam hij niet al te vaak aan spelen toe en daarom werd Albertini in het seizoen 1990/91 verhuurd aan Calcio Padova. Vanaf het seizoen 1991/92 werd hij een vaste waarde voor AC Milan. Met de Milanese club won hij vele prijzen: de scudetto (landstitel) in 1992, 1993, 1994, 1996 en 1999, de Europacup I in 1989, 1990 en 1994, en de Intercontinental Cup in 1989. In 2002 vertrok Albertini bij AC Milan. Hij speelde achtereenvolgens bij Atlético Madrid (2002/03), Lazio Roma (2003/04), Atalanta Bergamo (2004-januari 2005) en FC Barcelona (januari-juni 2005). FC Barcelona contracteerde Albertini voor een half jaar als vervanger van de langdurig geblesseerden Thiago Motta en José Edmílson. Bij de Catalaanse club werd Albertini herenigd met zijn oud-ploeggenoot bij AC Milan Frank Rijkaard. Met Barça won de Italiaan de Spaanse titel. Sinds zijn contract bij FC Barcelona afliep, zat Albertini zonder club. Eind oktober 2005 werd door verschillende media gemeld dat de middenvelder dicht bij een contract met AS Roma zou staan, maar tot een akkoord tussen Albertini en Roma kwam het uiteindelijk niet. Op 5 december 2005 verklaarde Albertini definitief een einde aan zijn loopbaan als voetballer te maken. Hij zal zich nu concentreren op het behalen van het trainersdiploma.

## Interlandcarrière
Albertini speelde 79 interlands voor Italië. Hij nam deel aan de WK's van 1994 en 1998, en de EK's van 1996 en 2000. In 1994 verloor Albertini met de Squadra Azzura na strafschoppen de finale van Brazilië en in 2000 werd de finale na verlengingen verloren van Frankrijk.
Hij maakte zijn debuut voor Italië op zaterdag 21 december 1991 in de EK-kwalificatiewedstrijd tegen Cyprus, die met 2-0 werd gewonnen door treffers van Gianluca Vialli en Roberto Baggio. Ook Dino Baggio en Alberigo Evani maakten in dat duel voor het eerst hun opwachting in de Italiaanse A-ploeg. Albertini droeg zesmaal de aanvoerdersband.
| Interlands van Demetrio Albertini voor Italië | Interlands van Demetrio Albertini voor Italië | Interlands van Demetrio Albertini voor Italië | Interlands van Demetrio Albertini voor Italië | Interlands van Demetrio Albertini voor Italië | Interlands van Demetrio Albertini voor Italië |
| №                                             | Datum                                         | Wedstrijd                                     | Uitslag                                       | Competitie                                    | Goals                                         |
| --------------------------------------------- | --------------------------------------------- | --------------------------------------------- | --------------------------------------------- | --------------------------------------------- | --------------------------------------------- |
| 1                                             | 21 Dec 1991                                   | Italië – Cyprus                               | 2–0                                           | EK-kwalificatie                               |                                               |
| 2                                             | 09 Sep 1992                                   | Nederland – Italië                            | 2–3                                           | Oefeninterland                                |                                               |
| 3                                             | 14 Oct 1992                                   | Italië – Zwitserland                          | 2–2                                           | WK-kwalificatie                               |                                               |
| 4                                             | 18 Nov 1992                                   | Schotland – Italië                            | 0–0                                           | WK-kwalificatie                               |                                               |
| 5                                             | 19 Dec 1992                                   | Malta – Italië                                | 1–2                                           | WK-kwalificatie                               |                                               |
| 6                                             | 20 Jan 1993                                   | Italië – Mexico                               | 2–0                                           | Oefeninterland                                |                                               |
| 7                                             | 24 Feb 1993                                   | Portugal – Italië                             | 1–3                                           | WK-kwalificatie                               |                                               |
| 8                                             | 24 Mar 1993                                   | Italië – Malta                                | 6–1                                           | WK-kwalificatie                               |                                               |
| 9                                             | 14 Apr 1993                                   | Italië – Estland                              | 2–0                                           | WK-kwalificatie                               |                                               |
| 10                                            | 22 Sep 1993                                   | Estland – Italië                              | 0–3                                           | WK-kwalificatie                               |                                               |
| 11                                            | 17 Nov 1993                                   | Italië – Portugal                             | 1–0                                           | WK-kwalificatie                               |                                               |
| 12                                            | 16 Feb 1994                                   | Italië – Frankrijk                            | 0–1                                           | Oefeninterland                                |                                               |
| 13                                            | 23 Mar 1994                                   | Duitsland – Italië                            | 2–1                                           | Oefeninterland                                |                                               |
| 14                                            | 03 Jun 1994                                   | Italië – Zwitserland                          | 1–0                                           | Oefeninterland                                |                                               |
| 15                                            | 11 Jun 1994                                   | Costa Rica – Italië                           | 0–1                                           | Oefeninterland                                |                                               |
| 16                                            | 18 Jun 1994                                   | Italië – Ierland                              | 0–1                                           | WK-eindronde                                  |                                               |
| 17                                            | 23 Jun 1994                                   | Italië – Noorwegen                            | 1–0                                           | WK-eindronde                                  |                                               |
| 18                                            | 28 Jun 1994                                   | Italië – Mexico                               | 1–1                                           | WK-eindronde                                  |                                               |
| 19                                            | 05 Jul 1994                                   | Nigeria – Italië                              | 1–2                                           | WK-eindronde                                  |                                               |
| 20                                            | 09 Jul 1994                                   | Italië – Spanje                               | 2–1                                           | WK-eindronde                                  |                                               |
| 21                                            | 13 Jul 1994                                   | Italië – Bulgarije                            | 2–1                                           | WK-eindronde                                  |                                               |
| 22                                            | 17 Jul 1994                                   | Brazilië – Italië                             | 0–0                                           | WK-eindronde                                  |                                               |
| 23                                            | 07 Sep 1994                                   | Slovenië – Italië                             | 1–1                                           | EK-kwalificatie                               |                                               |
| 24                                            | 08 Oct 1994                                   | Estland – Italië                              | 0–2                                           | EK-kwalificatie                               |                                               |
| 25                                            | 16 Nov 1994                                   | Italië – Kroatië                              | 1–2                                           | EK-kwalificatie                               |                                               |
| 26                                            | 25 Mar 1995                                   | Italië – Estland                              | 4–1                                           | EK-kwalificatie                               | Goal                                          |
| 27                                            | 29 Mar 1995                                   | Oekraïne – Italië                             | 0–2                                           | EK-kwalificatie                               |                                               |
| 28                                            | 19 Jun 1995                                   | Zwitserland – Italië                          | 0–1                                           | Oefeninterland                                |                                               |
| 29                                            | 21 Jun 1995                                   | Duitsland – Italië                            | 2–0                                           | Oefeninterland                                |                                               |
| 30                                            | 06 Sep 1995                                   | Italië – Slovenië                             | 1–0                                           | EK-kwalificatie                               |                                               |
| 31                                            | 08 Oct 1995                                   | Kroatië – Italië                              | 1–1                                           | EK-kwalificatie                               | Goal                                          |
| 32                                            | 11 Nov 1995                                   | Italië – Oekraïne                             | 3–1                                           | EK-kwalificatie                               |                                               |
| 33                                            | 15 Nov 1995                                   | Italië – Litouwen                             | 4–0                                           | EK-kwalificatie                               |                                               |
| 34                                            | 24 Jan 1996                                   | Italië – Wales                                | 3–0                                           | Oefeninterland                                |                                               |
| 35                                            | 29 May 1996                                   | Italië – België                               | 2–2                                           | Oefeninterland                                |                                               |
| 36                                            | 01 Jun 1996                                   | Hongarije – Italië                            | 0–2                                           | Oefeninterland                                |                                               |
| 37                                            | 11 Jun 1996                                   | Italië – Rusland                              | 2–1                                           | EK-eindronde                                  |                                               |
| 38                                            | 14 Jun 1996                                   | Tsjechië – Italië                             | 2–1                                           | EK-eindronde                                  |                                               |
| 39                                            | 19 Jun 1996                                   | Italië – Duitsland                            | 0–0                                           | EK-eindronde                                  |                                               |
| 40                                            | 06 Nov 1996                                   | Bosnië en Her. – Italië                       | 2–1                                           | Oefeninterland                                |                                               |
| 41                                            | 22 Jan 1997                                   | Italië – Noord-Ierland                        | 2–0                                           | Oefeninterland                                |                                               |
| 42                                            | 12 Feb 1997                                   | Engeland – Italië                             | 0–1                                           | WK-kwalificatie                               |                                               |
| 43                                            | 29 Mar 1997                                   | Italië – Moldavië                             | 3–0                                           | WK-kwalificatie                               |                                               |
| 44                                            | 30 Apr 1997                                   | Italië – Polen                                | 3–0                                           | WK-kwalificatie                               |                                               |
| 45                                            | 04 Jun 1997                                   | Italië – Engeland                             | 0–2                                           | Oefeninterland                                |                                               |
| 46                                            | 08 Jun 1997                                   | Brazilië – Italië                             | 3–3                                           | Oefeninterland                                | Goal                                          |
| 47                                            | 11 Oct 1997                                   | Italië – Engeland                             | 0–0                                           | WK-kwalificatie                               |                                               |
| 48                                            | 29 Oct 1997                                   | Rusland – Italië                              | 1–1                                           | WK-kwalificatie                               |                                               |
| 49                                            | 15 Nov 1997                                   | Italië – Rusland                              | 1–0                                           | WK-kwalificatie                               |                                               |
| 50                                            | 22 Apr 1998                                   | Italië – Paraguay                             | 3–1                                           | Oefeninterland                                |                                               |
| 51                                            | 02 Jun 1998                                   | Zweden – Italië                               | 1–0                                           | Oefeninterland                                |                                               |
| 52                                            | 11 Jun 1998                                   | Chili – Italië                                | 2–2                                           | WK-eindronde                                  |                                               |
| 53                                            | 17 Jun 1998                                   | Italië – Kameroen                             | 3–0                                           | WK-eindronde                                  |                                               |
| 54                                            | 27 Jun 1998                                   | Italië – Noorwegen                            | 1–0                                           | WK-eindronde                                  |                                               |
| 55                                            | 03 Jul 1998                                   | Frankrijk – Italië                            | 0–0                                           | WK-eindronde                                  |                                               |
| 56                                            | 05 Sep 1998                                   | Wales – Italië                                | 0–2                                           | EK-kwalificatie                               |                                               |
| 57                                            | 10 Oct 1998                                   | Italië – Zwitserland                          | 2–0                                           | EK-kwalificatie                               |                                               |
| 58                                            | 18 Nov 1998                                   | Italië – Spanje                               | 2–2                                           | Oefeninterland                                |                                               |
| 59                                            | 16 Dec 1998                                   | Italië –                                      | 6–2                                           | Oefeninterland                                |                                               |
| 60                                            | 10 Feb 1999                                   | Italië – Noorwegen                            | 0–0                                           | Oefeninterland                                |                                               |
| 61                                            | 28 Apr 1999                                   | Kroatië – Italië                              | 0–0                                           | Oefeninterland                                |                                               |
| 62                                            | 05 Jun 1999                                   | Italië – Wales                                | 4–0                                           | EK-kwalificatie                               |                                               |
| 63                                            | 09 Jun 1999                                   | Zwitserland – Italië                          | 0–0                                           | EK-kwalificatie                               |                                               |
| 64                                            | 08 Sep 1999                                   | Italië – Denemarken                           | 2–3                                           | EK-kwalificatie                               |                                               |
| 65                                            | 13 Nov 1999                                   | Italië – België                               | 1–3                                           | Oefeninterland                                |                                               |
| 66                                            | 26 Apr 2000                                   | Italië – Portugal                             | 2–0                                           | Oefeninterland                                |                                               |
| 67                                            | 03 Jun 2000                                   | Noorwegen – Italië                            | 1–0                                           | Oefeninterland                                |                                               |
| 68                                            | 11 Jun 2000                                   | Turkije – Italië                              | 1–2                                           | EK-eindronde                                  |                                               |
| 69                                            | 14 Jun 2000                                   | België – Italië                               | 0–2                                           | EK-eindronde                                  |                                               |
| 70                                            | 24 Jun 2000                                   | Italië – Roemenië                             | 2–0                                           | EK-eindronde                                  |                                               |
| 71                                            | 29 Jun 2000                                   | Nederland – Italië                            | 0–0                                           | EK-eindronde                                  |                                               |
| 72                                            | 02 Jul 2000                                   | Frankrijk – Italië                            | 2–1                                           | EK-eindronde                                  |                                               |
| 73                                            | 03 Sep 2000                                   | Hongarije – Italië                            | 2–2                                           | WK-kwalificatie                               |                                               |
| 74                                            | 07 Oct 2000                                   | Italië – Roemenië                             | 3–0                                           | WK-kwalificatie                               |                                               |
| 75                                            | 11 Oct 2000                                   | Italië – Georgië                              | 2–0                                           | WK-kwalificatie                               |                                               |
| 76                                            | 15 Nov 2000                                   | Italië – Engeland                             | 1–0                                           | Oefeninterland                                |                                               |
| 77                                            | 24 Mar 2001                                   | Roemenië – Italië                             | 0–2                                           | WK-kwalificatie                               |                                               |
| 78                                            | 06 Oct 2001                                   | Italië – Hongarije                            | 1–0                                           | WK-kwalificatie                               |                                               |
| 79                                            | 27 Mar 2002                                   | Engeland – Italië                             | 1–2                                           | Oefeninterland                                |                                               |

## Afscheidswedstrijd
Op 15 maart 2006 nam Albertini in een duel tussen AC Milan en FC Barcelona in San Siro afscheid van het publiek en zijn voormalige medespelers. De eerste helft was ongeveer een replay van de Champions League-finale van 1994, toen het Dream Team met 4-0 verslagen werd door AC Milan. Een groot deel van de spelers uit die finale waren aanwezig, aangevuld met enkele andere blaugranas en rossonerri uit de begin jaren negentig. Onder anderen Franco Baresi, George Weah, Paolo Maldini, Marcel Desailly, Marco van Basten, Ruud Gullit en Roberto Donadoni waren aan de kant van Milan van de partij, terwijl Barcelona aantrad met onder meer Andoni Zubizarreta, Miguel Ángel Nadal, Guillermo Amor, Christo Stoitsjkov, Michael Laudrup, Eusebio Sacristàn en Sergi Barjuán. Johan Cruijff en Fabio Capello waren wederom de coaches van de beide elftallen. Opmerkelijk was de rol van Frank Rijkaard, die in het galaduel niet voor Milan speelde maar Josep Guardiola verving bij Barça. Albertini zelf opende de score in het galaduel met een harde vrije trap. Vervolgens liep AC Milan uit naar 3-0 door een kopgoal van Van Basten en een eigen doelpunt van Nadal. De ingevallen Ezquerro deed wat terug voor de Catalanen, zodat de eerste helft in 3-1 eindigde.
Na rust namen de huidige teams van AC Milan en FC Barcelona het tegen elkaar op. Door een benutte strafschop van Samuel Eto'o en een afgekeurde goal van Alberto Gilardino won Barça met 1-0. Vijf minuten voor tijd betrad Albertini nog het veld in het shirt van FC Barcelona.

## Clubstatistieken
| seizoen | club                   | land            | competitie       | duels | goals |
| ------- | ---------------------- | --------------- | ---------------- | ----- | ----- |
| 1988/89 | AC Milan               | Vlag van Italië | Serie A          | 1     | 0     |
| 1989/90 | AC Milan               | Vlag van Italië | Serie A          | 1     | 0     |
| 1990/91 | → Calcio Padova (huur) | Vlag van Italië | Serie A          | 28    | 5     |
| 1991/92 | AC Milan               | Vlag van Italië | Serie A          | 28    | 3     |
| 1992/93 | AC Milan               | Vlag van Italië | Serie A          | 29    | 2     |
| 1993/94 | AC Milan               | Vlag van Italië | Serie A          | 26    | 3     |
| 1994/95 | AC Milan               | Vlag van Italië | Serie A          | 30    | 2     |
| 1995/96 | AC Milan               | Vlag van Italië | Serie A          | 30    | 0     |
| 1996/97 | AC Milan               | Vlag van Italië | Serie A          | 29    | 8     |
| 1997/98 | AC Milan               | Vlag van Italië | Serie A          | 28    | 0     |
| 1998/99 | AC Milan               | Vlag van Italië | Serie A          | 29    | 2     |
| 1999/00 | AC Milan               | Vlag van Italië | Serie A          | 26    | 1     |
| 2000/01 | AC Milan               | Vlag van Italië | Serie A          | 12    | 0     |
| 2001/02 | AC Milan               | Vlag van Italië | Serie A          | 24    | 0     |
| 2002/03 | Atlético Madrid        | Vlag van Spanje | Primera División | 28    | 2     |
| 2003/04 | SS Lazio               | Vlag van Italië | Serie A          | 23    | 2     |
| 2004/05 | Atalanta Bergamo       | Vlag van Italië | Serie A          | 14    | 1     |
| 2004/05 | FC Barcelona           | Vlag van Spanje | Primera División | 5     | 0     |

## Erelijst
Als speler
 AC Milan
- Serie A (5): 1991/92, 1992/93, 1993/94, 1995/96, 1998/99
- Supercoppa Italiana (3): 1992, 1993, 1994
- Europacup I/UEFA Champions League (3): 1988/89, 1989/90, 1993/94
- Europese Supercup (2): 1989, 1994
- Wereldbeker voor clubteams (1): 1989

 SS Lazio
- Coppa Italia (1): 2003/04

 FC Barcelona
- Primera División (1): 2004/05

 Italië onder 21
- Europees kampioenschap onder 21 (1): 1992

Individueel
- UEFA Europees Kampioenschap Team van het Toernooi: 2000
- AC Milan Hall of Fame

Onderscheidingen
- Vierde klasse Officier: Ufficiale Ordine al Merito della Repubblica Italiana: 2006
- Vijfde klasse Ridder: Cavaliere Ordine al Merito della Repubblica Italiana: 2000